# Vegyes csapat 4 × 400 méteres váltófutás a 2023-as atlétikai világbajnokságon
A 2023-as atlétikai világbajnokságon a vegyes 4 × 400 méteres váltófutás döntőjét augusztus 19-én rendezték meg Budapesten, a Nemzeti Atlétikai Központban.
Az Amerikai Egyesült Államok csapata nyerte a versenyt új világcsúccsal.

## Rekordok
A versenyt megelőzően a következő rekordok voltak érvényben:
| Világrekord         | Egyesült Államok · Wilbert London, Allyson Felix, Courtney Okolo, Michael Cherry | 3:09,34 | Doha, Katar | 2019. szeptember 29. |
| Világbajnoki rekord | Egyesült Államok · Wilbert London, Allyson Felix, Courtney Okolo, Michael Cherry | 3:09,34 | Doha, Katar | 2019. szeptember 29. |

## Verseny
A döntő az amerikai és a holland csapat harcát hozta az aranyéremért. Az első váltást követően még az amerikai csapat állt az élen, a többi váltást a holland csapat tudta először végrehajtani. A hollandok befejező embere a fedett pályás 400 méter világcsúcstartója, Femke Bol erősen kezdett, 1-2 lépéssel az amerikai előtt volt, de az utolsó 100 méteren elkezdett közelíteni rá Alexis Holmes. A befutó előtt utol is érte, és a cél előtt néhány méterrel Bol elesett, a váltóbot is kiesett a kezéből, így kizárták csapatát a versenyből. Az amerikai csapat új világcsúccsal nyerte meg az aranyérmet.

## Eredmények
Az időeredmények perc:másodpercben értendők. A rövidítések jelentése a következő:
| - WR: világrekord - CR: világbajnoki rekord - NR: országos rekord - PB: egyéni legjobb eredménye | - SB: 2023-ban az addigi legjobb eredménye - DNS: nem indult a futamon - DNF: nem ért célba - DQ: kizárták - qJ: fellebbezés után továbbjutott |

### Előfutamok
Minden előfutam első három helyezettje automatikusan a döntőbe jutott. Az összesített eredmények alapján további két csapat jutott a döntőbe.
| H   | Előfutam | Nemzet                | Versenyzők                                                                                  | E       | Mj    |
| --- | -------- | --------------------- | ------------------------------------------------------------------------------------------- | ------- | ----- |
| 1.  | 1        | Egyesült Államok      | Ryan Willie, Rosey Effiong, Justin Robinson, Alexis Holmes                                  | 3:10,41 | Q, WL |
| 2.  | 1        | Nagy-Britannia        | Joseph Brier, Laviai Nielsen, Rio Mitcham, Yemi Mary John                                   | 3:11,19 | Q, NR |
| 3.  | 1        | Belgium               | Robin Vanderbemden, Imke Vervaet, Florent Mabille, Camille Laus                             | 3:11,81 | Q, SB |
| 4.  | 2        | Hollandia             | Isaya Klein Ikkink, Lieke Klaver, Terrence Agard, Femke Bol                                 | 3:12,12 | Q, SB |
| 5.  | 2        | Franciaország         | Gilles Biron, Louise Maraval, Téo Andant, Amandine Brossier                                 | 3:12,25 | Q, NR |
| 6.  | 2        | Csehország            | Matěj Krsek, Tereza Petržilková, Patrik Šorm, Lada Vondrová                                 | 3:12,52 | Q     |
| 7.  | 2        | Németország           | Manuel Sanders, Alica Schmidt, Jean Paul Bredau, Skadi Schier                               | 3:13,25 | q, SB |
| 8.  | 1        | Írország              | Jack Raftery, Sophie Becker, Christopher O'Donnell, Sharlene Mawdsley                       | 3:13,90 | q, SB |
| 9.  | 2        | Jamaica               | Demish Gaye, Natoya Goule-Toppin, Malik James-King, Stacey Ann Williams                     | 3:14,05 | SB    |
| 10. | 1        | Magyarország          | Molnár Attila, Bartha-Kéri Bianka, Wahl Zoltán, Molnár Janka                                | 3:14,08 | NR    |
| 11. | 2        | Svájc                 | Lionel Spitz, Giula Senn, Ricky Petrucciani, Julia Niederberger                             | 3:14,38 |       |
| 12. | 2        | Nigéria               | Dubem Nwachukwu, Patience Okon George, Ezekiel Nathaniel, Imaobong Nse Uko                  | 3:14,38 | SB    |
| 13. | 1        | Olaszország           | Lorenzo Benati, Ayomide Folorunso, Riccardo Meli, Alice Mangione                            | 3:14,56 |       |
| 14. | 2        | Lengyelország         | Karol Zalewski, Marika Popowicz-Drapała, Kajetan Duszyński, Patrycja Wyciszkiewicz-Zawadzka | 3:14,63 | qJ    |
| 15. | 1        | Kenya                 | Zablon Ekhal Ekwam, Milicent Ndoro, Wyclife Kinyamal, Mercy Oketch                          | 3:15,47 |       |
| 16. | 1        | Portugália            | Omar Elkhatib, Cátia Azevedo, Ricardo dos Santos, Fatoumata Binta Diallo                    | 3:15,75 |       |
|     | 1        | Dominikai Köztársaság |                                                                                             |         | DNS   |

### Döntő
| H  | Pálya | Nemzet           | Versenyzők                                                                                 | E       | Mj  |
| -- | ----- | ---------------- | ------------------------------------------------------------------------------------------ | ------- | --- |
| 1  | 6     | Egyesült Államok | Justin Robinson, Rosey Effiong, Matthew Boling, Alexis Holmes                              | 3:08,80 | WR  |
| 2  | 8     | Nagy-Britannia   | Lewis Davey, Laviai Nielsen, Rio Mitcham, Yemi Mary John                                   | 3:11,06 | NR  |
| 3  | 4     | Csehország       | Matěj Krsek, Tereza Petržilková, Patrik Šorm, Lada Vondrová                                | 3:11,98 | NR  |
| 4. | 5     | Franciaország    | Gilles Biron, Louise Maraval, Téo Andant, Amandine Brossier                                | 3:12,99 |     |
| 5. | 9     | Belgium          | Robin Vanderbemden, Imke Vervaet, Jonathan Borlée, Camille Laus                            | 3:13,83 |     |
| 6. | 3     | Írország         | Jack Raftery, Sophie Becker, Christopher O'Donnell, Sharlene Mawdsley                      | 3:14,13 |     |
| 7. | 2     | Németország      | Manuel Sanders, Alica Schmidt, Jean Paul Bredau, Elisa Lechletiner                         | 3:14,27 |     |
| 8. | 1     | Lengyelország    | Igor Bogaczyński, Patrycja Wyciszkiewicz-Zawadzka, Karol Zalewski, Marika Popowicz-Drapała | 3:15,49 |     |
|    | 7     | Hollandia        | Liemarvin Bonevacia, Lieke Klaver, Isaya Klein Ikkink, Femke Bol                           | DNF     | DNF |